# Aptenodytes
Aptenodytes es un género de aves de la familia de los pingüinos (Spheniscidae). Las características principales son que son pingüinos de pico largo y puntiagudo, presentan canales en el pico desde los orificios nasales hasta la punta.[cita requerida] Son especies de pingüinos de gran tamaño, conocidos como los pingüinos grandes.
Se incluyen 3 especies en este género, 2 de las cuales son taxones aún vivientes:
- Aptenodytes patagonicus - Pingüino rey, que habita en aguas subantárticas,
- Aptenodytes forsteri - Pingüino emperador, que habita en aguas antárticas,
- Aptenodytes ridgeni - Pingüino de Ridgen, especie extinta de pingüino que habitó en Nueva Zelanda durante el Plioceno.